# Oritrophiinae
Oritrophiinae je podtribus glavočika, dio tribusa Astereae, potporodica Asteroideae. Postoje dva roda sa dvadesetak vrsta iz Južne Amerike i Meksika. Rod Novenia je monotipičan

## Rodovi
1. Novenia S.E.Freire (24 spp.)
2. Oritrophium (Kunth) Cuatrec.  (1 sp.)